# Szakcs
Szakcs là một thị trấn thuộc hạt Tolna, Hungary. Thị trấn này có diện tích 55,79 km², dân số năm 2010 là 923 người, mật độ 17 người/km².